# Triangle roig

Triangle roig

El triangle roig (amb el vòrtex cap avall) era, en els camps d'extermini nazis, el símbol que identificava els presos polítics, foren de la mena que foren sempre que feren oposició al règim.
En un principi, aquest símbol va ser aplicats als comunistes (que serien els inspiradors del color), però més endavant es va generalitzar per a la resta de presoners polítics, ja foren socialdemòcrates, anarquistes, etc.
Després de la derrota nazi i l'alliberament dels camps, molts d'aquests símbols aplicats als camp nazis van ser reivindicats de manera orgullosa pels diferents col·lectius que els portaven com a signe d'identitat i de resistència a la barbàrie nazi. El triangle roig ha estat assumit com a símbol de l'antifeixisme per part de les organitzacions i els militants d'esquerra, especialment a països com ara França, Bèlgica i Alemanya.